# 阿格斯塔法
41°07′08″N 45°27′14″E / 41.11889°N 45.45389°E

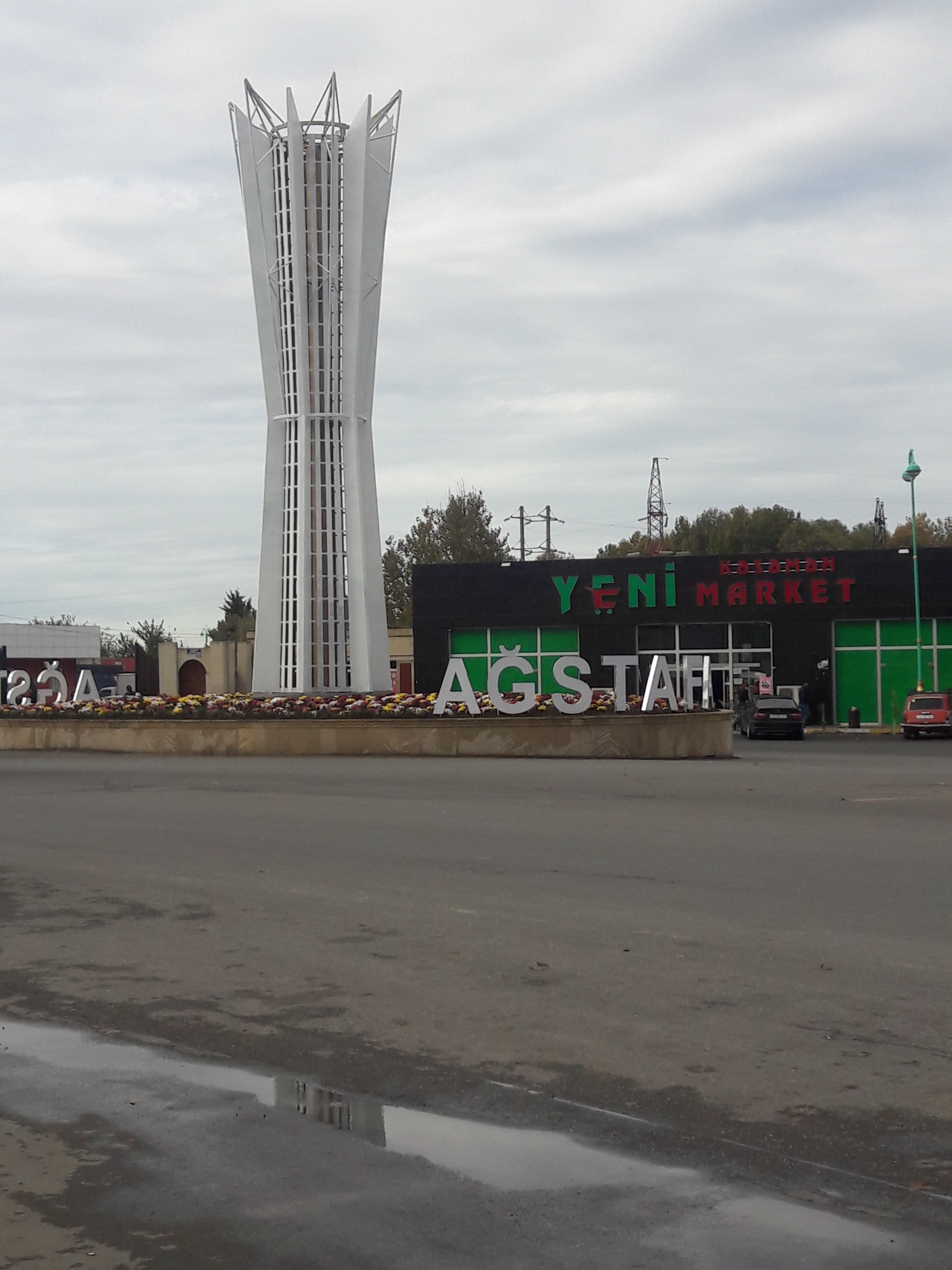
阿格斯塔法

阿格斯塔法是阿塞拜疆的城鎮，也是阿克斯塔法區的首府，位於該國西北部，距離首都巴庫約460公里，主要經濟活動是農業，2010年人口20,200。